# Charles Robert Maturin

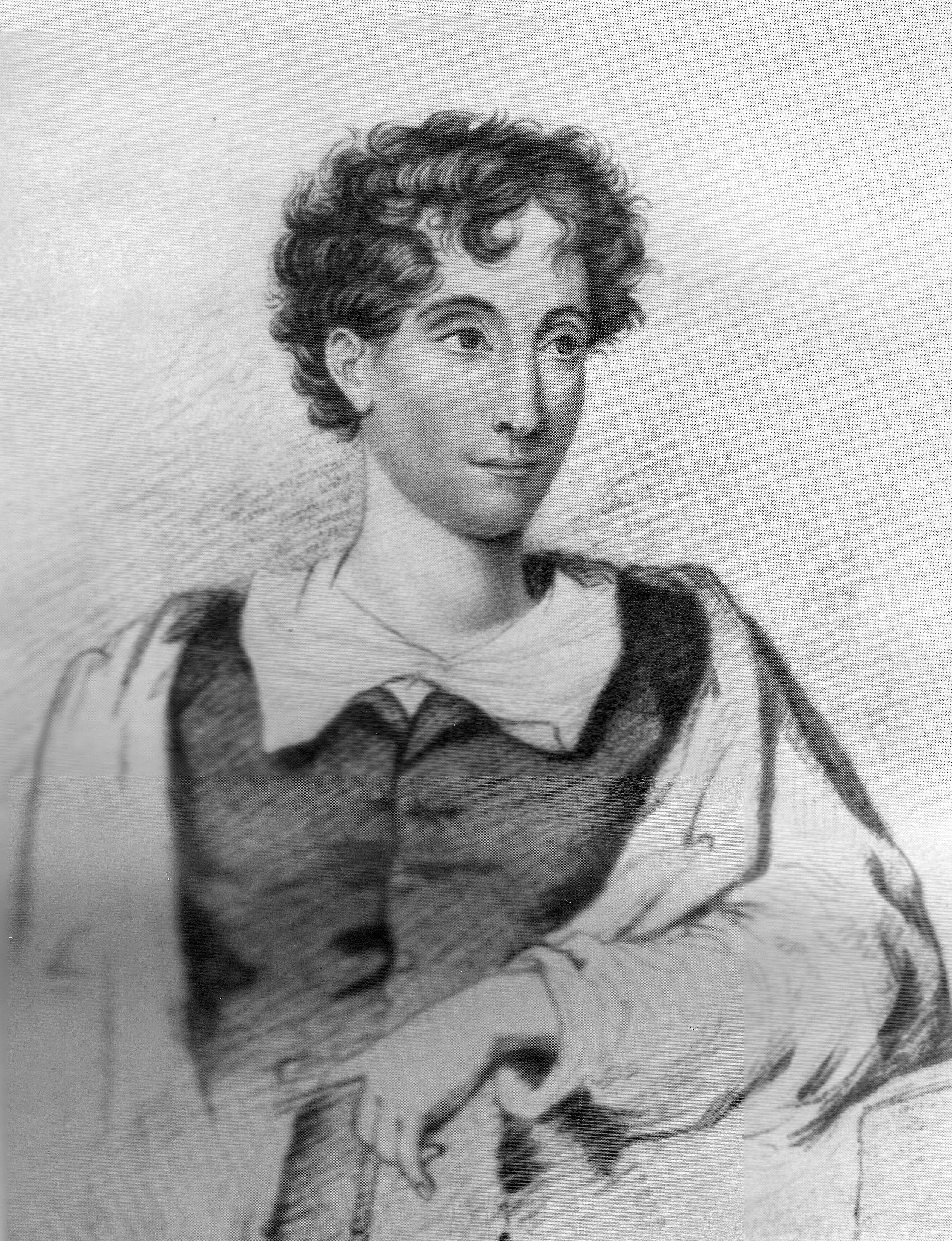
Porträt von Charles Robert Maturin, 1819

Charles Robert Maturin (* 25. September 1780 in Dublin; † 30. Oktober 1824 ebenda) war ein irischer anglikanischer Geistlicher und Verfasser von Schauerromanen und -schauspielen.

## Leben und Werk
Charles R. Maturin war der Sohn und letztes von sechs Kindern des hugenottischen Emigranten und Geistlichen William Maturin, der aus finanziellen Gründen auf das geistliche Amt verzichtete und als höherer Beamter für das Irish Post Office arbeitete. Charles Robert Maturin ist ein Großonkel von Oscar Wilde. Ermuntert von seinem Elternhaus übte er sich bereits in jungen Jahren im Lesen von Romanen und Dramen. Gleich seinem Vater strebte er zunächst ein kirchliches Amt an und studierte ab 1795 am Trinity College in Dublin Theologie. In Dublin trat er der historischen Gesellschaft bei und zeichnete sich insbesondere durch seine Redekunst aus. Nach erfolgreicher Beendigung seines Studiums wurde er von der Church of Ireland zum Geistlichen geweiht. Seine wie er aus einer alten protestantischen Familie stammende Jugendliebe Henrietta Kingsbury heiratete er 1803. Nach einer Tätigkeit als Hilfsgeistlicher einer kleinen Landgemeinde, kehrte er 1805 nach Dublin zurück und wurde dort als Zweiter Pfarrer von St. Peter (mit der Kirche in der Aungier Street), dem bedeutendsten Kirchspiel der Stadt, angestellt. Sein geringes Einkommen ergänzte er, nachdem das väterliche Vermögen aufgebraucht war, durch privaten Unterricht für sich auf die Universität vorbereitende Schüler. Zudem begann er (in den freien Nächten) mit der Schriftstellerei. Charles Maturins Vater wurde 1810 trotz erwiesener Unschuld unehrenhaft aus dem Staatsdienst entlassen, wodurch für die Familie die Armut drohte.
Unter dem irischklingenden und bald gelüfteten Pseudonym Dennis Jasper Murphy debütierte Charles Maturin 1807 als Schriftsteller, aber er konnte mit seinen ersten drei Werken (u. a. The Family of Montorio) weder Kritiker noch Leser überzeugen. Zusammen mit seinen Vorbildern Ann Radcliffe (mit The Italian) und Matthew Gregory Lewis (mit The Monk) schrieb Maturin mysteriöse Erzählungen und Schauerromane. In ihrem literarischen Schaffen lehnten sie den Realismus der Aufklärer ab und fühlten sich mehr dem Mittelalter verpflichtet; das sie allerdings in romantischer Weise verzaubert und voller Geheimnisse sahen und schilderten.
Mit ihrem literarischen Schaffen erlangten sie bald die Aufmerksamkeit von Walter Scott, der Maturins ersten Roman in Quarterly Review besprochen hatte und dessen Werke Lord Byron empfahl. Durch Byrons Vermittlung wurde Bertram mit Edmund Kean in der Titelrolle an 22 Abenden hintereinander erfolgreich 1816 am Londoner Drury Lane Theatre aufgeführt. Honoré de Balzac und Charles Baudelaire drückten später ihre Verehrung für Maturins Werk aus, insbesondere für seinen in den letzten Lebensjahren entstandenen berühmtesten Roman, Melmoth der Wanderer, der als einer der besten englischsprachigen Schauerromane der Schwarzen Romantik gilt.
Maturins einziges zu Lebzeiten erfolgreiches Werk war sein Bühnenstück Bertram (die folgenden Stücke fielen gänzlich durch), dessen Tantiemen jedoch fast vollständig durch eine Bürgschaft Maturins für einen insolventen Verwandten aufgebraucht wurden.
Unklarheit und Kontroverse besteht über die Urheberschaft des Gedichts The Universe: Der weitgehend unbekannte Dichter James Wills erklärte kurz nach der Veröffentlichung, dass das Gedicht aus seiner Feder stamme. Maturin habe einen hohen Vorschuss für ein Gedicht erhalten, das er nicht vollenden konnte und deshalb Wills überredet habe, ihm The Universe zu überlassen. Maturins Biograph Robert Lougy erklärt, dass das Gedicht – ob Plagiat oder nicht – eher mittelmäßig wäre und von Maturins Talent wenig zu erkennen gäbe.
Nach Veröffentlichung von Melmoth der Wanderer wird Maturin mehr und mehr wegen seines Freisinns gemieden. Er verkehrt schließlich nur noch im Hause einer alten Freundin, der 1812 nach Dublin zurückgekehrten Lady Morgan, die The Wild Irish Girl verfasst hatte. Im Alter von 40 Jahren, ein paar Wochen nach Erscheinen seines Romans The Albigenes, starb Maturin, der sein Leben lang unter finanzieller Bedrängnis und sozialer Ächtung gelitten hatte, nach zunehmendem Kraftverlust und vierwöchiger Krankheit am 30. Oktober 1824 in Dublin.
Walter Scott besuchte im Sommer 1825 die Familie Maturins, den er selbst nie gesehen hatte, in Dublin, um Maturins Biografie zu schreiben und dessen Werke gesammelt herauszugeben. Da wenig später die beiden Verlage Scotts insolvent wurden und er selbst finanziell ruiniert war, blieb es bei den Plänen. Die hinterlassenen Manuskripte wurden von William Maturin, dem Literatur und Theater gegenüber abgeneigten ältesten Sohn Maturins, vernichtet.

## Werke
Romane
- Fatal Revenge, or The Family of Montorio (1807)
- The Wild Irish Boy (1808)
- The Milesian Chief (1812)
- Women, or Pour et Contre; a Tale (1818)
- Melmoth the Wanderer (1820)
- The Albigenses (1824)

Schauspiele
- Bertram, or the Castle of St. Aldobrand (1816), uraufgeführt 1816 am Drury Lane Theatre
- Manuel (1817), uraufgeführt 1817 am Drury Lane Theatre
- Fredolfo (1819), uraufgeführt 1819 am Londoner Covent Garden Theatre[17]
- Osmyn the Renegade, or The Siege of Salerno (1830, posthum veröffentlicht)

Sonstiges
- Five Sermons on the Errors of the Roman Catholic Church (1824)